# Compartimentsyndroom
Het compartimentsyndroom (soms ook: logesyndroom) is een verstoring van de bloedtoevoer door zwelling binnen een 'compartiment' in (meestal een ledemaat van) het lichaam, waardoor acute medische zorg noodzakelijk wordt. Meestal wordt de zwelling veroorzaakt door een ontsteking. Zo'n ontsteking kan komen door een beschadiging in het betreffende lichaamsdeel ('compartiment'), of bijvoorbeeld een operatie. De zwelling kan nergens heen, omdat de compartimenten worden gescheiden door onrekbaar bindweefsel. Als de bloedtoevoer niet wordt hersteld, kunnen beschadigingen door zuurstoftekort optreden, zoals uitval van zenuwen en verschrompeling en afsterven van spieren.

## Oorzaken
Doordat het bindweefsel dat tussen de verschillende compartimenten niet op kan rekken om de zwelling meer plaats te geven, kan een kleine bloeding in het compartiment of zwelling van de spieren in het compartiment de druk al sterk verhogen. Het compartimentsyndroom komt relatief vaak voor bij: breuken van scheenbeen of onderarm; tijdens het herstellen van de bloedsomloop in arm of been na een periode van zuurstoftekort; bloedingen; ledematen die in het gips zitten; verbrijzelingsongelukken; brandwonden.

## Pathofysiologie
Elke verhoging van de druk binnen een compartiment (of een verlaging van het volume van een compartiment) kan leiden tot een compartimentsyndroom. Als de druk stijgt, worden de haarvaten dichtgedrukt waardoor de bloedtoevoer in gevaar komt. Door het zuurstoftekort dat zo ontstaat, komen er cytokines vrij die een ontsteking in gang zetten. Deze cytokines zorgen direct en indirect voor het aantrekken van vocht, wat voor oedeem zorgt. Door dit vocht stijgt de druk binnen het compartiment verder. De afvoer van bloed en vocht uit het aangedane compartiment  komt daardoor stil te liggen en de druk stijgt weer meer. Ook grotere bloedvaten kunnen worden dichtgedrukt en er ontstaat meer zuurstoftekort.
De normale druk in een compartiment is ongeveer 0 mm Hg. Als de druk stijgt tot 30 mmHg of meer worden kleine bloedvaten dichtgedrukt en ontstaat zuurstoftekort in het compartiment. Voor medische professionals is vooral de bloeddruk van belang. Als de onderdruk minder dan 30 mm Hg boven de druk in het compartiment ligt, is de situatie ernstiger.

## Symptomen
Er zijn vijf P's die aanwijzing kunnen zijn van een compartimentsyndroom:
- Pijn, meer pijn dan te verwachten valt op grond van het ziektebeeld. Meestal wordt de pijn omschreven als heel heftige pijn, diep, constant aanwezig en niet makkelijk te lokaliseren. De pijn wordt erger als de spieren worden opgerekt die in het aangedane compartiment liggen en verdwijnt niet na toediening van pijnstillers (ook niet na morfine).
- Paresthesieën, vaak omschreven als veranderd gevoel zoals tintelingen, speldenprikken of een slapende voet of been
- Pallor (bleekheid)
- Paralyse (verlamming) treedt vaak pas laat op.
- Polsloosheid (afwezigheid van polsslag) wordt bijna nooit gevonden omdat de bovendruk meestal hoger is dan de druk in het compartiment. Bovendien moet het bloedvat voor polsloosheid door het aangedane compartiment lopen.

Sommige mensen onderscheiden nog een zesde P: poikilothermie, oftewel: kou.
De meest betrouwbare indicaties zijn de eerste twee P's: de pijn en de tintelingen.

## Diagnose
Het compartimentsyndroom kan worden vastgesteld door de druk te meten in het compartiment. Er zijn verschillende standaarden voor wat geldt als een 'te hoge druk'. Sommigen houden 30 mmHg aan, anderen 30 mmHg of minder verschil met de onderdruk.

## Behandeling
Om de druk van het compartiment af te halen is een operatie nodig waarbij het bindweefsel tussen de compartimenten wordt ingesneden. Zo'n operatie wordt meestal uitgevoerd door een traumachirurg of vaatchirurg en heet fasciotomie.

## Complicaties
Als een compartimentsyndroom niet wordt behandeld, zullen de spieren en zenuwen in het compartiment onherstelbaar beschadigd raken en afsterven.